# I'm Your Sacrifice
I’m Your Sacrifice è un singolo del cantautore belga Ozark Henry, pubblicato il 15 marzo 2013 contenuto nell’album in studio Stay Gold. 
In Italia il brano è stato pubblicato il 12 novembre.

## Descrizione
Il brano vede la partecipazione vocale non accreditata di Amaryllis Uitterlinden.

## Classifiche
| Classifica (2013) | Posizione massima |
| ----------------- | ----------------- |
| Belgio (Fiandre)  | 3                 |
| Belgio (Vallonia) | 49                |
| Italia            | 10                |